# John Tucker Must Die
John Tucker Must die (titulada Todas contra John en Hispanoamérica y Todas contra él en España) es una comedia romántica estadounidense dirigida por Betty Thomas y protagonizada por Jesse Metcalfe, Brittany Snow, Ashanti, Sophia Bush y Arielle Kebbel. 
Estrenada en Estados Unidos el 28 de julio de 2006, la película trata sobre tres chicas de un instituto que hacen un complot para vengarse de la estrella del equipo de baloncesto después de descubrir por casualidad que ha estado saliendo con las tres a la vez. Para ello, las chicas eligen a una estudiante anodina y sin amigos para que enamore a Tucker y después le rompa el corazón.

## Argumento
La película comienza con Kate Spencer (Brittany Snow) relatando la historia de su vida desde la infancia hasta el momento en que comienza la trama principal. Kate ha vivido una infancia solitaria y sin amigos porque ha tenido que mudarse de casa y de ciudad numerosas veces con su madre, Lori (Jenny McCarthy), después de que todas las relaciones amorosas de ésta hayan fracasado. La situación ha llegado hasta el punto de que Kate ni siquiera se molesta en recordar los nombres de los novios de su madre, sino que se refiere a ellos como "Porky", porque al final todos resultan ser unos cerdos.
Finalmente, Kate y su madre se trasladan a Portland (Oregón) donde Kate comienza a ir al instituto y a trabajar como camarera. En su trabajo, Kate ve a John Tucker (Jesse Metcalfe), el jefe del equipo de baloncesto local, saliendo al mismo tiempo con tres chicas muy populares. La primera es Carrie (Arielle Kebbel), reportera del periódico del instituto. La segunda es Heather (Ashanti), la capitana de las animadoras. La última es Beth (Sophia Bush), una activista vegetariana con fama de promiscua. Kate descubre que John sale con chicas de diferentes grupos del instituto para que nunca se relacionen entre ellas y además las convence de mantener su amor por él en secreto.
Sin embargo, Carrie, Heather, Beth y Kate acaban coincidiendo un día en la clase de gimnasia y se descubre toda la verdad, lo que provoca una gran pelea entre las tres primeras con la cuarta en medio tratando de separarlas. Las cuatro jóvenes terminan castigadas en la biblioteca, donde comienzan a conocerse mejor y a planear su venganza contra John Tucker. Mientras tanto, Kate comienza a hacerse amiga de Scott Tucker (Penn Badgley), hermano menor de John, conocido como "El otro Tucker" por su escasa popularidad.
Sus primeros intentos por destruir la reputación y la seguridad en sí mismo de John terminan en fracaso, pues sigue siendo tan popular como siempre e incluso más que nunca; no obstante, después de que John rompa con sus tres novias, éstas deciden que el mejor modo de vengarse de él es romperle el corazón, por lo que deciden utilizar a Kate.
Kate mejora su imagen y se une al equipo de animadoras para obtener la atención de John, que se siente inmediatamente atraído por ella, pero Kate lo rechaza. Herido en su ego al ver que una chica no se siente atraída por él, decide conquistarla. 
Los dos comienzan a salir, y Kate reconoce ante sus amigas que no tiene ninguna experiencia con chicos. Beth, Carrie y Heather la ayudan a la vez que se meten en diversos problemas y malentendidos, y comprueban con preocupación que Kate está empezando a enamorarse de verdad de John. Para evitar que los sentimientos de Kate por John vayan a más, Beth graba a John presumiendo ante sus amigos en el vestuario de que muy pronto se acostará con Kate y le muestra la grabación a ella, que decide seguir adelante con la venganza.
Las cuatro jóvenes urden un nuevo plan para avergonzar a John la noche antes de un partido fuera de casa. Kate seduce a John en un vídeo-chat y lo convence para que se cuele en su habitación por el balcón, vestido únicamente con un tanga de mujer. El joven termina por error en la habitación de una profesora y se convierte en el hazmerreír de todo el instituto, pero descubre que los tangas son muy cómodos para practicar el baloncesto y se convierten en la prenda interior de moda entre los jugadores, que mejoran sus habilidades notablemente. Mientras tanto, Lori y Scott descubren el plan de venganza de las cuatro chicas y lamentan el cambio de actitud de Kate.
Posteriormente, Kate informa a John de que se enteró de lo que dijo de ella en el vestuario, por lo que él intenta hacer las paces con ella pidiéndole que sea su novia y regalándole su reloj. Más tarde, Kate dice a sus amigas que piensa dejar el plan de venganza porque está harta de la obsesión que tienen todas con él. Sin embargo, las otras tres no piensan permitir que se salga con la suya.
La situación llega a su punto álgido en la fiesta de cumpleaños del propio John, en la que Beth, Carrie y Heather muestran a todos una grabación de Kate y ellas mismas revelando todos los detalles del plan de venganza ante el asombro de John, que se muestra herido. No obstante, las tres chicas defienden a Kate cuando los invitados reaccionan con agresividad, y John comprende que su actitud no ha sido correcta. La fiesta se convierte en una gran pelea de tartas.
Pocos días después, Kate y John deciden quedar como amigos; él decide cambiar su comportamiento (empezando por revelarle a su novia actual que también está saliendo con otra) y ella hace las paces con Scott (se da a entender que los dos empezarán a salir juntos). Kate, que ahora es muy buena amiga de Beth, Carrie y Heather, explica que "en cuanto a la chica que hizo que John Tucker se enamorase, bueno, es una leyenda".
En una escena poscréditos, las chicas se impresionan que los maestros también están utilizando ropa interior de mujer ya que siguieron los pasos de John y en una segunda escena poscréditos en Tokio, Japón, tres chicas japonesas también se burlan de una foto de John con tanga de mujer.

## Protagonistas
- Jesse Metcalfe como John Tucker.
- Brittany Snow como Kate Spencer.
- Ashanti como Heather.
- Sophia Bush como Beth.
- Arielle Kebbel como Carrie.
- Penn Badgley como Scott Tucker.
- Jenny McCarthy como Lori.
- Fatso-Fasano como Tommy.
- Kevin McNulty como Entrenador de Baloncesto.
- Patricia Drake como Entrenadora Williams.

## Recepción
En su fin de semana de apertura, la película recaudò un total de 14,3 millones de dólares, el tercer lugar en ranking de los EE. UU. taquilla para que los resultados de fin de semana. A partir del 2 de noviembre, la película ha ingresado 41 millones de dólares a nivel nacional.
Michael Medved dioJohn Tucker debe morir dos estrellas de cuatro, llamándolo "intrascendente, estúpida y ligeramente coqueta…" y diciendo que alrededor de la mitad de la película, la trama se derrumba. Añadió que Jenny McCarthy, en un papel de apoyo, "… es notablemente mejor que el resto del elenco .."  James Berardinelli de Reelviews también disgustaba la película. Él le dio 1,5 estrellas de cada 4, que dice "La brecha es muy amplia entre lo que el estudio quiere que nosotros pensamosJohn Tucker debemos morires y lo que realmente es. Los comerciantes y publicistas quieren hacernos creer se trata de un oscuro , Edgy hijo comedia sobre una banda de dos niñas el tiempo de vengarse de la escuela más grande del pedazo. Lamentablemente, Betty Thomas' película no es ni oscura ni edgy (aunque de vez en cuando intenta hacerse pasar en esas categorías), ni es especialmente divertido ". Él va a hablar sobre "El cine puede ser capaz de bamboozle algunos fanes adolescente femenina en multicines, pero es difícil imaginar que cualquiera de ellos - incluso los que swoon a la vista de Jesse Metcalfe - etiquetado como esta mejor que olvidables. Y para Demográfica que nadie fuera de la desgracia de soportarJohn Tucker debemos morir, la memoria será demasiado doloroso a desaparecer rápidamente. " Frank Lovece deDiario Internacional de Cine de , a la inversa, directora Betty Thomas alabó como " 'el toque' - el que outré puede tomar una idea y hacerla vivir en que aparentemente imposible Cómic lugar entre encendedor-que-aire y hacia abajo-a-tierra ", y dijo que la película" logra ser ingenioso sin ser snarky o sophomoric. "= 1002914116 (enlace roto disponible en Internet Archive; véase el historial, la primera versión y la última).
- Datos: Q771023